# Фаркашевац
Фаркашевац (хорв. Farkaševac) — община в Хорватии, входит в Загребскую жупанию. Община включает 12 населённых пунктов. По данным 2001 года, в ней проживало 2102 человек. Общая площадь общины составляет 73,7 км².